# Henryk Krzysztofik
Henryk Krzysztofik OFMCap (ur. 22 marca 1908 w Zachorzowie, zm. 2 sierpnia 1942 w Dachau (KL)) – polski duchowny katolicki, gwardian i rektor domu zakonnego w Lublinie, błogosławiony męczennik Kościoła katolickiego.

## Życiorys
Henryk Krzysztofik przyszedł na świat 22 marca 1908 r. w Zachorzowie w ówczesnej gminie Janków niedaleko Opoczna jako jeden z dwóch braci bliźniaków (bart bliźniak miał na imię Stanisław) w rodzinie średniozamożnych rolników Józefa Krzysztofika i Franciszki z Franaszczyków. Po ukończeniu szkoły powszechnej w rodzinnej miejscowości od 1925 r. uczęszczał do Kolegium św. Fidelisa Ojców Kapucynów w Łomży.
Do zakonu w Nowym Mieście nad Pilicą wstąpił dwa lata później, przyjmując imię Henryk. Ponieważ w tym czasie kapucyni nie mieli własnego seminarium, po złożeniu ślubów czasowych wyjechał na dwa lata do seminarium w Breust-Eysden w Holandii, a następnie do Rzymu, gdzie na Papieskim Uniwersytecie Gregoriańskim studiował teologię.
Śluby zakonne złożył 15 sierpnia 1931 r., a dwa lata później otrzymał święcenia kapłańskie. Po powrocie do Polski w 1935 r. zaczął pracę duszpasterską w Lublinie. Jako wykładowca w nowo utworzonym seminarium kapucyńskim uczył teologii dogmatycznej, apologetyki i reguły zakonu. Niedługo potem został rektorem seminarium i wikarym klasztoru.
Po wybuchu II wojny światowej, gdy dotychczasowy przełożony klasztoru Holender o. Jezuald Willemen wyjechał z Polski, o. Krzysztofik przejął jego obowiązki. Mimo działań wojennych i okupacji kapucyńskie seminarium rozpoczęło w październiku 1939 r. kolejny rok akademicki. Wykłady odbywały się w normalnym toku, działały też koła seminaryjne. Zakonnicy wspomagali też rannych w szpitalu wojskowym.
Po kilku miesiącach, w styczniu 1940 r., w ramach akcji likwidacji lubelskiego duchowieństwa Niemcy aresztowali wszystkich kapłanów oraz kleryków i uwięzili ich na Zamku Lubelskim. Po pięciu miesiącach o. Krzysztofik został wywieziony do obozu w Sachsenhausen, a stamtąd w grudniu 1940 r. do Dachau.
W obozie dzielił się chlebem ze swoimi współbraćmi. By chronić innych przed katorżniczą pracą, jako ochotnik zgłaszał się do najcięższych zadań. Ekstremalnie wyniszczony nadludzkim wysiłkiem i głodem trafił ostatecznie do obozowego szpitala, ważył wówczas 35 kg.
O. Henryk Krzysztofik zmarł z wycieńczenia 2 sierpnia 1942 r. o godzinie 20:00, jego ciało spalono w krematorium. W 1999 r. papież Jan Paweł II włączył go do grona 108 błogosławionych męczenników II wojny światowej.
12 czerwca 2025 roku miała miejsce premiera odcinka serii dokumentalnej "Odpowiedzialni za kościół" tytuł "Lepiej krótko płonąć, niż długo kopcić" zrealizowany przez TV Trwam na podstawie pomysłu Pawła Telusa - historyka, regionalisty, badacza i dokumentalisty życia bł. Ojca Henryka Krzysztofika. 
12 czerwca 2025 roku, Publiczna Szkoła Podstawowa w Zachorzowie otrzymała imię Błogosławionego Ojca Henryka Krzysztofika. 